# H-back
Een H-back (ook wel F-back genoemd) is een speler in het American en Canadian football.
H-backs behoren tot het aanvallende team en zijn een hybride vorm van een fullback en een tight end. Ze stellen zich op achter de eerste linie (de linemen), op de eerste linie zelf of zijn in beweging. De taken van de H-back zijn het blokkeren van tegenstanders en het beschermen van de quarterback wanneer deze een pass geeft.
Aanval: Quarterback · Wide receiver · Tight end · Center · Guard · Offensive tackle · Running back · Fullback · H-back

Verdediging: Defensive tackle · Defensive end · Nose tackle · Linebacker · Defensive back

Speciale teams: Placekicker · Punter · Long snapper · Holder · Punt returner · Kick returner · Gunner